# Phêrô Nguyễn Huy Mai
Phêrô Nguyễn Huy Mai (1913–1990) là một giám mục của Giáo hội Công giáo Rôma người Việt Nam. Ông từng đảm trách vai trò Giám mục tiên khởi của Giáo phận Ban Mê Thuột, cai quản giáo phận này trong hơn 20 năm, từ năm 1967 đến năm 1990 và Phó Chủ tịch Hội đồng Giám mục Việt Nam, nhiệm kỳ 1989 – 1992. Khẩu hiệu giám mục của ông là: "Ngài cần phải lớn lên, còn tôi thì nhỏ lại".
Giám mục Mai sinh năm 1913 tại Hà Nội trong một gia đình Công giáo. Từ thuở thiếu thời, ông đã đi theo con đường tu trì Công giáo và chỉ một năm sau khi bắt đầu tu học, chủng sinh Mai đã được gửi sang Pháp du học. Sau khoảng thời gian dài tu học, Phó tế Nguyễn Huy Mai được truyền chức linh mục tại Paris năm 1941 và tiếp tục học tại Pháp đến năm 1947.
Trở về Việt Nam, linh mục Nguyễn Huy Mai được chọn làm linh mục phó xứ chính tòa Hà Nội và linh mục chính xứ chính tòa năm năm sau đó. Cùng năm 1952, ông được bổ nhiệm chức giám đốc Tiểu chủng viện Piô XII. Di cư vào Nam năm 1954 và gia nhập giáo phận Kon Tum, từ năm 1964, ông là Thư ký Thường trực Hội đồng Giám mục miền Nam Việt Nam.
Giáo hoàng Phaolô VI thiết lập Giáo phận Ban Mê Thuột và chọn linh mục Nguyễn Huy Mai làm giám mục chính tòa Tiên khởi. Lễ tấn phong cử hành năm 1967. Giám mục Mai có công lớn trong việc sáng lập Tiểu chủng viện Lê Bảo Tịnh và thiết lập Dòng Nữ vương Đức Mẹ Hòa Bình.
Giám mục Nguyễn Huy Mai qua đời năm 1990 tại Tòa giám mục Ban Mê Thuột, thọ 77 tuổi.

## Thân thế, tu tập
Nguyễn Huy Mai sinh ngày 3 tháng 7 năm 1913 tại làng Khuyến Lương, ngoại ô Hà Nội (nay thuộc phường Trần Phú, quận Hoàng Mai, thành phố Hà Nội, thuộc Tổng giáo phận Hà Nội), là con cả trong một gia đình có bảy người con. Năm 1929, cậu Mai vào Tiểu chủng viện Hoàng Nguyên. Năm 1930, Giám mục Pierre Gendreau (Đông, 1892 – 1935), Giám mục Hà Nội gửi cậu qua Pháp du học, vào chủng viện Saint Sulpice Paris.
Tại Pháp, ngày 21 tháng 12 năm 1940, chủng sinh Nguyễn Huy Mai được phong chức Phó tế tại Nhà thờ Saint-Sulpice, Paris, thuộc Tổng giáo phận Paris, bởi vị chủ phong là Hồng y Emmanuel Suhard. Không lâu sau đó, ngày 29 tháng 6 năm 1941, Phó tế Nguyễn Huy Mai tiến đến việc được phong chức linh mục tại Thánh đường Notre-Dame, Tổng giáo phận Paris, cũng bởi vị chủ phong là Hồng y Suhard. Tân linh mục lúc này là thành viên linh mục đoàn Hạt Đại diện Tông Tòa Hà Nội (quen gọi là Địa phận Hà Nội).

## Thời kỳ linh mục
Sau khi được truyền chức, tân linh mục Nguyễn Huy Mai tiếp tục theo học Đại học Công giáo Paris và đại học Sorbonne, đỗ Cử nhân Văn chương và Cử nhân Thần học.
Năm 1947 về Hà Nội, được bổ nhiệm Phó xứ nhà thờ chính tòa Hà Nội, bấy giờ mới 34 tuổi đời, linh mục Nguyễn Huy Mai hoạt động năng nổ, nhất là trong lĩnh vực giáo dục và trong giới thanh niên học sinh. Ông là giám đốc sáng lập trường Dũng Lạc đồng thời là Tuyên úy của phong trào Thanh – Sinh – Công. Tháng 5 năm 1952, ông về giữ chức Chánh xứ nhà thờ chính tòa.
Trong thời kỳ này, ông cũng là linh mục Giám đốc trường Trung học Dũng Lạc, với phó giám đốc là linh mục Giuse Maria Trịnh Văn Căn.
Đến ngày 22 tháng 8 năm 1952, ông giữ chức Giám đốc Tiểu chủng viện Piô XII của Giáo phận Hà Nội, đồng thời kiêm chức Tổng Đại diện giáo phận. Sau khi Hiệp định Genève được ký kết, ngày 10 tháng 7 năm 1954, linh mục Nguyễn Huy Mai di cư vào miền Nam Việt Nam. Ông gia nhập giáo phận Kontum, dưới quyền Giám mục đương nhiệm Paul Seitz. Từ năm 1964, linh mục giữ chức Thư ký thường trực Hội đồng Giám mục miền Nam.

## Giám mục Ban Mê Thuột

### Trong Chiến tranh Việt Nam (1967 – 1975)
Ngày 22 tháng 6 năm 1967, Giáo hoàng Phaolô VI ban sắc lệnh thiết lập giáo phận Buôn Mê Thuột và bổ nhiệm linh mục Nguyễn Huy Mai làm Giám mục chính tòa tân Giáo phận Buôn Mê Thuột. Việc chia tách tân giáo phận được Giáo hoàng công bố qua sắc chỉ Qui Dei Benignitate. Giáo phận Công giáo mới này gồm có ba tỉnh thuộc Việt Nam Cộng hòa là các tỉnh Đắk Lắk, Quảng Đức và Phước Long, trong đó tỉnh Đắk Lắk trước đó thuộc Giáo phận Kon Tum và hai tỉnh còn lại thuộc về Giáo phận Đà Lạt. Giáo phận này có diện tích trên 21.700 km2 với số giáo hữu khoảng 56.719, cùng với 55 linh mục và 33 giáo xứ. Lý do của việc chia tách này là do điều kiện sinh hoạt mục vụ của các giáo phận Kon Tum và Đà Lạt gặp nhiều khó khăn. Toàn bộ giáo phận này được chia thành 3 giáo hạt và bao gồm nhiều giáo dân thuộc các dân tộc thiểu số khác nhau.
Trước khi đến nhận tân giáo phận, nhân dịp cuối tuần tĩnh tâm tại Giáo hoàng Học viện Piô Đà Lạt, vị giám mục Tân cử đã ngỏ lời thuyết phục các chủng sinh về phục vụ cho Tân giáo phận Ban Mê Thuột. Một số chủng sinh cảm thấy yêu mến tính cách khiêm nhường nơi vị giám mục và quyết định phục vụ tại Giáo phận Ban Mê Thuột.
Lễ tấn phong cử hành tại Sài Gòn ngày 15 tháng 8 năm 1967 do Khâm sứ Tòa Thánh Angelo Palmas chủ phong và hai vị Giám mục phụ phong: Paul Seitz Kim, Giám mục chính tòa Giáo phận Kon Tum và Giám mục Phêrô Maria Phạm Ngọc Chi, Giám mục chính tòa Giáo phận Đà Nẵng. Tổng giám mục Khâm sứ từng dặn dò Tân giám mục Nguyễn Huy Mai rằng:"Đức Thánh Cha muốn Cha là một Giám mục truyền giáo", đó cũng là lý do tân giám mục Mai chọn khẩu hiệu " Đức Kitô phải lớn lên, còn tôi thì nhỏ lại" (Ga 3, 30). Sở dĩ lễ tấn phong tân giám mục được cử hành tại Sài Gòn, dù đa số giáo dân mong muốn lễ tấn phong tổ chức tại Ban Mê Thuột là do thời tiết. Thời tiết tại Sài Gòn có nắng đẹp trong khi tại Ban Mê Thuột lại có mưa. Phái đoàn tham gia lễ tấn phong từ tân giáo phận dẫn đầu bởi linh mục Giuse Trịnh Chính Trực, 7 linh mục khác và 10 giáo dân. Tính thêm số giáo dân gốc Ban Mê Thuột tại Sài Gòn, phái đoàn giáo phận gồm 10 linh mục và 40 giáo dân, không tính phụ nữ và trẻ em.

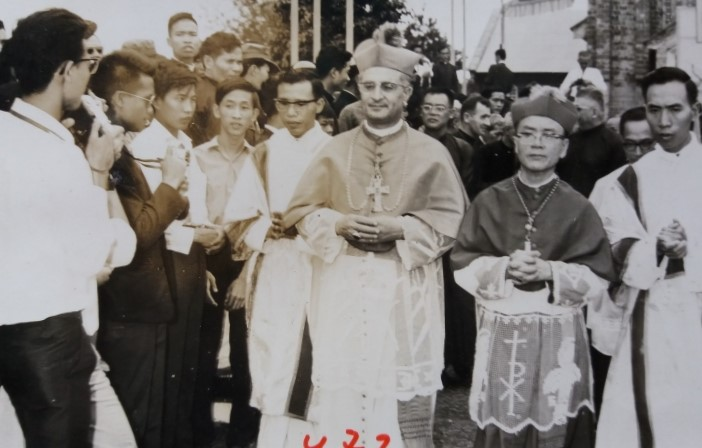
Lễ nhậm chức giám mục chính tòa Ban Mê Thuột, 22 tháng 8 năm 1967

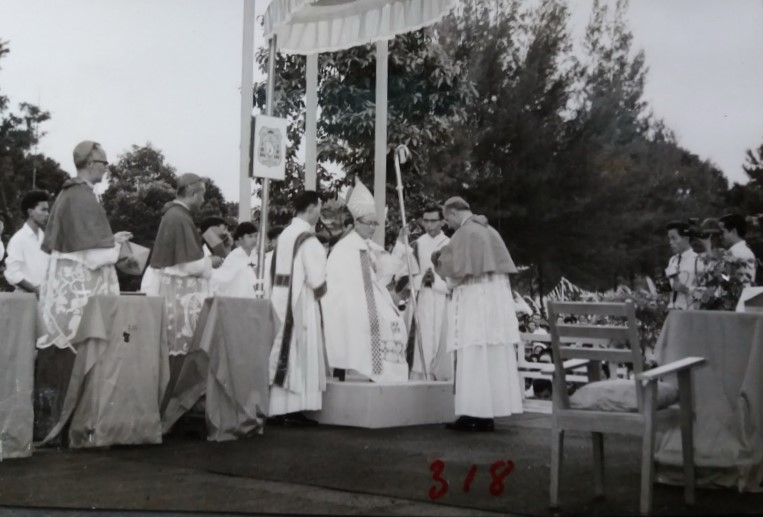
Nghi thức nhận ngai tòa Giám mục Ban Mê Thuột

Ngày 22 tháng 8 năm 1967, tân Giám mục Nguyễn Huy Mai chính thức nhận Giáo phận Buôn Mê Thuột bằng nghi lễ ngoài trời trong khuôn viên Nhà thờ chính tòa Ban Mê Thuột. Trước đó, Khâm sứ Tòa Thánh và tân giám mục di chuyến bằng máy bay, đáp xuống phi trường Phụng Dực. Tân giám mục đã thực hiện nghi thức hôn đất Ban Mê Thuột. Ngày 8 tháng 9 năm 1967, hội nghị hàng linh mục giáo phận đầu tiên được giám mục triệu tập, ông bổ nhiệm các chức vụ chủ chốt, thành lập các hội đồng và các ủy ban.
Ông mở chủng viện cho giáo phận, mang tên Thánh Lê Bảo Tịnh. Vài tháng sau khi chính thức nhậm chức, ngày 25 tháng 3 năm 1968, Giám mục Nguyễn Huy Mai ấn ký Văn thư C. 200/68, quyết định thành lập Chủng viện Lê Bảo Tịnh, bổ nhiệm linh mục Giám đốc Tiên khởi là Augustinô Nguyễn Văn Tra. Linh mục Tra vướng bận công tác Tuyên úy Dòng Nữ vương Hòa Bình nên đến ngày 4 tháng 7 cùng năm, sau khi linh mục Phaolô Nguyễn Văn Hòa tiếp nhận vai trò Tuyên úy, việc thành lập Ban giảng huấn, tuyển sinh chủng viện mới được tiến hành
Cai quản giáo phận trong thời buổi mới khai sinh, nhiều lần, qua các thư chung, giám mục Nguyễn Huy Mai nhắn nhủ giáo dân chú trong đến vấn đề truyền giáo. Các lời nhắc nhở này đã gây ảnh hưởng đến giáo dân thuộc mọi tầng lớp.
Năm 1969, giám mục Nguyễn Huy Mai cho cải tổ Dòng Mến Thánh Giá, xin thành lập Dòng Đức Maria Nữ Vương Hòa Bình. Để hoàn thành công việc này, ông gửi văn thư 506/69 đến Tòa Thánh. Tiếp nhận, ngày 22 tháng 4 năm 1969, Hồng y Phêrô Agagianian, Bộ trưởng Thánh Bộ Truyền giáo chuẩn y, xác nhận qua văn thư số 2248/69. Giám mục Mai chính thức thiết lập dòng tại buổi lễ tổ chức ngày 31 tháng 5 năm 1969.
Sau nhiều năm tìm kiếm, Giám mục Nguyễn Huy Mai chọn mua thửa đất tọa lạc tại góc đường số 21 A đi Ninh Hoà và 21 B Lạc Thiện thuộc sở hữu của Compagnie Des Hauts Plateaux Indochinois (CHPI). Phần đất này rộng 18 héc-ta, được dùng để xây dựng chủng viện Lê Bảo Tịnh. Sau khi xem xét nhiều thiết kế, giám mục Mai chọn bản thiết kế vủa Kiến trúc sư Tô Công Văn, một kiến trúc sư nổi tiếng. Tuy vậy, ông cũng góp ý và đề nghị chỉnh sửa bản thiết kế theo một số tiêu chuẩn: chỉ dựng nhà trệt hoặc một lầu, phân chia ku vực theo các chức năng, kết nối bằng nhữ hành lang và quan tâm đến độ bền vững của công trinh, cũng như giản lược các nét trang trí để giảm chi phí và rườm rà.
Giám mục lập các ban chuyên trách: Ban Phụng vụ và Thánh nhạc Sắc tộc, Ban Giáo lý Sắc tộc, thành lập các Trung tâm Công giáo Sắc tộc tại Buôn Mê Thuột, Quảng Đức, Phước Long. Tại thị xã Buôn Mê Thuột, mở trường trung, tiểu học, do các sư huynh La San đảm trách và các chẩn y viện, cô nhi viện, nhà dưỡng lão, quán cơm xã hội... Ông cũng mời gọi các nam nữ tu sĩ các Hội Dòng đến cộng tác giúp giáo phận: Dòng La San, Đồng Công, Dòng nữ Vinh Sơn chuyên lo công tác từ thiện xã hội, Dòng Đức Bà Truyền giáo chăm lo cho người sắc tộc, Dòng Thánh Phaolô băng bó vết thương thân xác những bệnh nhân bất hạnh, Dòng Mến Thánh Giá.
Trong thập niên 1970, với tình trạng chiến tranh khốc liệt, giáo dân từ nhiều tỉnh khác nhau đã đến định cư tại Ban Mê Thuột, trong đó có rất nhiều người thuộc các dân tộc Xtiêng, Xơ Đăng, M'nông. Giáo phận Ban Mê Thuột thực hiện chủ trương truyền giáo và vài nghìn người đã gia nhập đạo tại giáo phận. Số giáo dân Phước Long phải di tản lên đến con số 5.000 và số giáo dân Xơ Đăng - giáo phận Kon Tum đến Ban Mê Thuột lánh nạn là khoảng 8.000 người. Vùng Ban Mê Thuột tình hình chiến sự phức tạp, việc thăm mục vụ của giám mục Mai đến các giáo hạt bị gián đoạn, tuy vậy công việc mục vụ vẫn vận hành trôi chảy.
Giám mục Nguyễn Huy Mai cùng Tổng giám mục Philípphê Nguyễn Kim Điền được Hội đồng Giám mục Việt Nam cử đi tham dự Thượng Hôi đồng Giám mục năm 1974. Giám mục Mai đã khởi hành từ trước 10 ngày khai mạc thượng hội đồng, tức ngày 17 tháng 9 năm 1974 nhằm tham dự một cuộc họp hội nghị tại Paray-le-Monial, thăm linh mục Romenf tại Yssingeaux và Giáo phận Le Puy-en-Velay, Pháp. Ông rời Thượng Hội đồng sớm một ngày, do ngày 25 tháng 10 có chuyến bay đến Sài Gòn. Các tu sĩ, linh mục đón tiếp ông tại Ban Mê Thuột ngày 27 cùng tháng. Trong khuôn khổ chuyến viếng thăm, Giám mục Nguyễn Huy Mai cũng đã có dịp tiếp kiến riêng với giáo hoàng Phaolô VI. Giữa tháng 11 năm 1974, Giám mục Nguyễn Huy Mai và một số giám mục miền Nam Việt Nam khác chủ tọa khóa hội thảo VII về Truyền Bá Phúc Âm toàn quốc, tại Nha Trang. Tại đây, giám mục Mai đã ký tên vào biên bản đồng ý, chấp thuận cho phổ biến việc thi hành các nghi thức về tôn kính ông bà tổ tiên tại giáo hội Việt Nam.
Ngày 11 tháng 3 năm 1975, Hồng y Quốc vụ khanh Jean Villot gửi điện tín đến Giám mục Nguyễn Huy Mai để báo tin việc Giáo hoàng Phaolô VI tuyên bố cầu nguyện cho giáo phận và đau buồn trước tình hình chiến sự. Tòa Thánh Vatican ngày 17 tháng 3 báo cáo rằng giám mục Mai và giám mục tân cử Nguyễn Văn Hòa, cùng một số linh mục Công giáo đã bị quân đội Việt Nam Dân chủ Cộng hòa bắt đi, đồng thời loan tin về cái chết của linh mục tổng đại diện Trịnh Chính Trực. Tờ Quan sát viên Rôma báo cáo ngày 18 tháng 3 và Khâm sứ Tòa Thánh tại Sài Gòn đã xác nhận rằng Linh mục Tổng đại diện Giáo phận Ban Mê Thuột Giuse Trịnh Chính Trực đã bị giết chết, đồng thời xác nhận việc giám mục Nguyễn Huy Mai và giám mục tân cử Nguyễn Văn Hòa đang ở trong vùng chiến sự Ban Mê Thuột khi quân đội Việt Nam Dân chủ Cộng hòa tấn công và chưa rõ số phận của họ. Giám mục Hòa chính là nghĩa tử của giám mục Mai.
Ngày 6 tháng 4 năm 1975, National Catholic Register trích dẫn nguồn tin từ linh mục Raymond de Jaegher, giáo sĩ có thời gian làm việc lâu dài tại Đông Nam Á và thành viên Quỹ Hồng y Mindszenty Foundation. Linh mục này cho biết, lực lượng quân đội Việt Nam Dân chủ Cộng hòa đã giết chết Giám mục Nguyễn Huy Mai và hai linh mục khác, đồng thời Giám mục Tân cử Giáo phận Phan Thiết Phaolô Nguyễn Văn Hòa và 9 linh mục khác cũng đã bị hành quyết vào ngày 5 tháng 4 năm 1975. Tờ quan sát viên Rôma cũng quan ngại sâu sắc trước tin các giám mục và linh mục bị giết, đồng thời loan tin linh mục Tổng đại diện Giuse Trịnh Chính Trực cũng đã bị giết trong tình hình chiến sự, theo những báo cáo đầu tiên.
Trên thực tế, vào ngày 5 tháng 4 năm 1975, giám mục Nguyễn Huy Mai cử hành nghi thức truyền chức giám mục cho linh mục Nguyễn Văn Hòa tại nhà nguyện Dòng Nữ Vương Hòa Bình Ban Mê Thuột và tham gia lễ tấn phong còn có linh mục Giuse Trịnh Chính Trực.

### Sau Chiến tranh Việt Nam (1975 – 1990)
Giám mục Nguyễn Huy Mai luôn quan tâm chăm sóc đến các linh mục và giáo dân. Do giáo hạt Phước Long 16 năm từ năm 1975 không có linh mục, giám mục Mai đã nhờ người soạn thảo văn bản gửi ông chủ tịch Hội đồng giáo xứ là ông Tuấn để ông gửi ra Hà Nội, xin cấp phép được bổ nhiệm linh mục cho vùng này. Giám mục Mai cũng không ngại khó khăn khi nhiều lần đáp máy bay trực thăng đến vùng biên giáo phận hiểm trở, dễ nguy hiểm tính mạng. Tình hình thuyên chuyển linh mục gặp nhiều khó khăn, tuy vậy giám mục Mai quyết định không nhượng bộ chính quyền Việt Nam.
Năm 1980, chính quyền cho phép Giám mục Nguyễn Huy Mai đi Hà Nội tham dự Đại hội đồng Giám mục Việt Nam và đi Roma.
Ngày 19 tháng 6 năm 1981, Tòa Thánh bổ nhiệm linh mục Giuse Trịnh Chính Trực làm giám mục phó Ban Mê Thuột. Lễ tấn phong tân giám mục được Giám mục Nguyễn Huy Mai chủ sự vào ngày 15 tháng 8 cùng năm.
Sau nhiều tháng làm việc căng thẳng giữa chính quyền tỉnh Đắk Lắk với Giám mục Nguyễn Huy Mai và giám mục phó Giuse Trịnh Chính Trực, các chủng sinh được công nhận lý lịch trong sạch và ghép hộ khẩu vào Tòa giám mục để tu học trước đó bị buộc trở về với gia đình. Đến đầu tháng 7 năm 1983, chủng viện Lê Bảo Tịnh gần như bị giải thể. Trước đó, cơ sở chủng viện đã trở thành Trường Đảng, sau khi Nhà nước Việt Nam tuyên bố tiếp quản cơ sở vừa hoàn tất vào tháng 10 năm 1977. Trước tình trạng một số linh mục tham gia lễ thành lập Ủy ban Đoàn kết Công giáo Yêu nước Việt Nam (nay là Ủy ban Đoàn kết Công giáo Việt Nam), giám mục Nguyễn Huy Mai yêu cầu các linh mục thuộc Giáo phận Ban Mê Thuột nào đã tham gia phải từ chức. Có nguồn tin cho rằng sau khi các linh mục từ chức, giám mục Mai đã nhận nhiều lời đe dọa về việc ngăn cấm đi lại trong các vùng thuộc Giáo phận. Trước đó, vì khuyên răn và ngăn cấm các linh mục tham gia đại hội thành lập Ủy ban Đoàn kết, giám mục Nguyễn Huy Mai đã bị cảnh sát thẩm vấn. Cùng chung tình trạng này còn có các giám mục khác như giám mục Nguyễn Văn Hòa của giáo phận Nha Trang, giám mục phó Long Xuyên Gioan Baotixita Bùi Tuần và giám mục giáo phận Xuân Lộc Đa Minh Nguyễn Văn Lãng. Các giám mục Việt Nam khác có thái độ dè dặt với việc thành lập ủy ban và không lên tiếng chỉ trích rộng rãi.

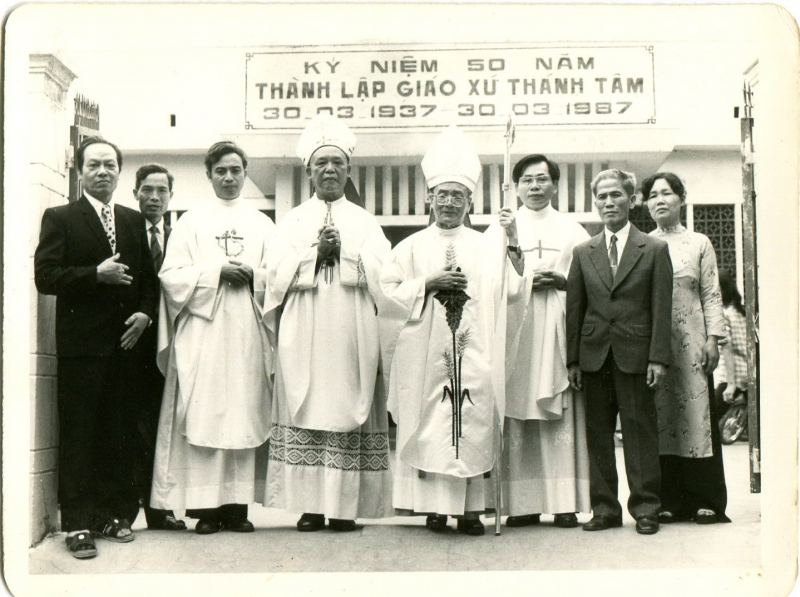
Lễ kỷ niệm 50 năm thành lập Giáo xứ Chính tòa Ban Mê Thuột, 1987. Thứ tư từ trái là giám mục phó Giuse Trịnh Chính Trực

Ngày 22 tháng 6 năm 1987, Giám mục Phêrô Nguyễn Huy Mai cử hành nghi thức cung hiến Nhà thờ chính tòa Ban Mê Thuột, trong dịp kỷ niệm 20 năm ngày thành lập Giáo phận. Đây là một giải pháp của chính quyền nhằm công nhận giám mục Nguyễn Huy Mai là "linh mục chánh xứ Chính Tòa". Ngày 3 tháng 7 năm 1988, bước vào tuổi 75, Giám mục Mai đệ đơn nghỉ hưu theo thông lệ, nhưng Giáo hoàng Gioan Phaolô II không chấp thuận.
Giám mục Nguyễn Huy Mai được các giám mục thuộc Hội đồng Giám mục Việt Nam bầu chọn làm Phó Chủ tịch Hội đồng với nhiệm kỳ kéo dài từ năm 1989 đến năm 1992.
Giám mục Nguyễn Huy Mai sống giản dị và khó nghèo. Gia sản của ông chỉ là các tủ sách đạo đức, các tờ báo hằng tháng, hằng ngày ở quầy báo Tòa Giám mục... Ông sử dụng đồ đạc vừa đủ: cây kim cũ có từ trước năm 1936, áo bạc màu thì lộn trái để mặc. Cuộc sống giản dị này đã gây ấn tượng sâu sắc. Trong sách 20 năm qua 25 Giáo phận, linh mục Trần Phúc Long nhận định giám mục Nguyễn Huy Mai có các đức tính: khiêm tốn, sống khó nghèo, coi nhẹ tình cảm gia đình, đúng giờ và bộc trực.

## Trở bệnh và qua đời
Ngày 23 tháng 7 năm 1990, giám mục Nguyễn Huy Mai cử hành lễ cho Hội dòng Đức Maria Nữ Vương Hòa Bình. Trong buổi lễ này, sức khỏe giám mục Mai diễn biến xấu: ông vịn ghế tiến lên bàn thờ, ngồi cho rước lễ. Nhận thấy điều này, các nữ tu đề nghị đưa ông đi viện nhưng không nhận được sự đồng thuận từ giám mục Mai. Các nữ tu quyết định lấy máu giám mục Mai đưa đi xét nghiệm. Kết quả trả về xác định giám mục Mai bị ung thư máu giai đoạn trầm trọng.
Để cứu chữa, căn cứ tình hình bệnh, giáo phận quyết định đưa giám mục Mai đi xe bằng đường Nha Trang. Ngay trong ngày 24 tháng 7, giám mục Nguyễn Huy Mai đã được đưa đến Tòa Giám mục Nha Trang. Để hỗ trợ, giám mục Giáo phận Nha Trang Phaolô Nguyễn Văn Hòa nhờ các bác sĩ bệnh viện Đường Sắt tới Tòa giám Mục điều trị. Một số giáo dân Nha Trang hiến máu hỗ trợ giám mục Mai. Sau 5 ngày điều trị, các bác sĩ cho biết không thể cứu chữa. Thông tin này được giám mục Hòa nói trực tiếp cho giám mục Mai. Được tin, giám mục Mai xin về Ban Mê Thuột. Đoàn bác sĩ quyết định về Ban Mê Thuột hỗ trợ bệnh nhân. Phái đoàn giáo phận, dẫn đầu là Giám mục Phó Giuse Trịnh Chính Trực đến Nha Trang đưa ông về Ban Mê Thuột.
Ngày 4 tháng 8 năm 1990, Giám mục Phêrô Nguyễn Huy Mai qua đời tại Tòa Giám mục Ban Mê Thuột với sự hiện diện của giám mục phó Trịnh Chính Trực, các nữ tu Dòng Đức Maria Nữ vương Hòa Bình và thân nhân, hưởng thọ 77 tuổi, lễ an táng cử hành ngày 8 tháng 8 năm 1990 và mai táng đều tại nhà thờ chính tòa giáo phận.
Sau khi giám mục Nguyễn Huy Mai qua đời, giám mục phó Giuse Trịnh Chính Trực kế nhiệm chức giám mục chính tòa Giáo phận Ban Mê Thuột.

## Nhận định
Trong bài điếu văn đọc ngày 8 tháng 8 năm 1990, giám mục kế vị Giuse Trịnh Chính Trực đã nói về cuộc đời vị tiền nhiệm Nguyễn Huy Mai:
| “ | "Đức Cha Phêrô đã dồn mọi nỗ lực cũng như hoạt động của ngài vào mục tiêu truyền giáo. Ngài chỉ ôm ấp một nguyện vọng là làm sao cho Danh Chúa được rao truyền, được lan rộng nơi người Kinh, nơi anh em Sắc Tộc: Rhadé, Mường, Nùng,Thái, M'nông và S'Tiêng... ở rải rác khắp nơi trên miền đất Cao Nguyên nầy. Ngay trong mấy năm đầu về Giáo phận, Đức Cha đã đến thăm viếng từng giáo xứ, giáo họ, các Buôn, Sóc để củng cố đức tin cho mọi người" | ” |

Trong sách 20 năm qua 25 giáo phận, linh mục Trần Phúc Long đánh giá Giám mục Nguyễn Huy Mai:
| “ | "Về mặt trí tuệ, Đức cha Phêrô có tiềm năng phong phú để chuyển giao lại cho giới trẻ, cho các học sinh và tu sinh. Ngài cũng là con người kiên trì chịu đựng thời cuộc và cũng nhẫn nại chịu đựng bệnh hoạn, Đức Cha luôn luôn tỏ ra là một "lãnh tụ" cương nghị, biết hướng dẫn Giáo phận từng bước sáng suốt và can đảm". | ” |

## Tông truyền
Giám mục Phêrô Nguyễn Huy Mai được tấn phong giám mục năm 1967, thời Giáo hoàng Phaolô VI, bởi:
- Giám mục Chủ phong: Angelo Palmas, Khâm sứ Tòa Thánh tại Việt Nam.
- Hai giám mục Phụ phong: Paul Léon Seitz Kim, M.E.P. giám mục chính tòa Tiên khởi Giáo phận Kon Tum và Phêrô Maria Phạm Ngọc Chi, giám mục chính tòa Tiên khởi Giáo phận Đà Nẵng.

Giám mục Phêrô Nguyễn Huy Mai là Giám mục Chủ phong cho các giám mục:
- Năm 1975, giám mục Phaolô Nguyễn Văn Hòa, hiện đang là cố giám mục chính tòa Giáo phận Nha Trang.
- Năm 1981, giám mục Giuse Trịnh Chính Trực, hiện đang là cố giám mục chính tòa Giáo phận Ban Mê Thuột.